# Mercy (singel Madame Monsieur)
Mercy – singiel francuskiego duetu Madame Monsieur, wydany cyfrowo 20 stycznia 2018 roku przez wytwórnie Low Wood i Play Two i umeieszczony na drugim albumie studyjnym zespołu, zatytułowym Vu d’ici. Utwór został napisany przez członków zespołu, Émilie Satt i Jeana-Karla Lucasa.
Kompozycja wygrała finał konkursu Destination Eurovision 2018, dzięki czemu reprezentował Francję w 63. Konkursie Piosenki Eurowizji w Lizbonie.
Singiel dotarł do trzeciego miejsca francuskiej listy przebojów.

## Historia utworu

### Geneza
Utwór został stworzony, nagrany i wyprodukowany przez Émilie Satt i Jeana-Karla Lucasa, występujących jako duet Madame Monsieur. Tekst piosenki opowiada o dziewczynie o imieniu Mercy, córce nigeryjskich imigrantów urodzonej na łodzi, płynącej po Morzu Śródziemnym w czasie kryzysu migracyjnego w Europie.

### Konkurs Piosenki Eurowizji
Utwór został zgłoszony jako propozycja do 63. Konkursu Piosenki Eurowizji, organizowanego w Lizbonie w maju 2018 roku. Piosenka zakwalifikowała się do stawki finałowej krajowych eliminacji eurowizyjnych Destination Eurovision 2018, który odbył się w dniach 13, 20 i 27 stycznia. Kompozycja została zaprezentowana przez zespół w drugim półfinale (20 maja) i z pierwszego miejsca awansowała do finału, rozgrywanego tydzień później. Utwór zajął w nim pierwsze miejsce z 186 punktami na koncie, w tym trzecie miejsce w rankingu jurorów (68 pkt) i pierwsze miejsce w głosowaniu telewidzów (118 pkt), dzięki czemu został wybrany na piosenkę reprezentującą Francję w 63. Konkursie Piosenki Eurowizji.
12 maja wystąpili w finale konkursu jako 13. w kolejności i zajęli 13. miejsce po zdobyciu 173 punktów, w tym 59 punktów od telewidzów (17. miejsce) i 114 pkt od jurorów (8. miejsce).

## Lista utworów
Digital download
1. „Mercy” – 3:58

Digital download – EP
1. „Mercy” – 3:59
2. „Mercy” (Eurovision Version) – 3:03
3. „Mercy” (English Version) – 3:58
4. „Mercy” (Spanish Version) – 3:58
5. „Mercy” (French Remix) – 3:06
6. „Mercy” (English Remix) – 3:05

## Notowania na listach przebojów
| Kraj (2018)    | Najwyższa pozycja |
| -------------- | ----------------- |
| Francja (SNEP) | 3                 |